# Josep Samitier
Josep Samitier Vilalta, španski nogometaš in trener, * 2. februar 1902, Barcelona, Španija, † 4. maj 1972, Barcelona.
Sodeloval je na nogometnemu delu poletnih olimpijskih iger leta 1920.